# Löwengelber Milchling
Der Löwengelbe Milchling (Lactarius leonis) ist eine Pilzart aus der Familie der Täublingsverwandten. Es ist ein mittelgroßer bis großer Milchling, der eine anfangs weiße, sich an der Luft gelb verfärbende Milch hat. Der ungezonte Hut ist gelblich und hat eine blassere Randzone. Der Stiel ist grubig gefleckt. Der ungenießbare, scharfe Pilz ist ein Fichtenbegleiter, der nahe mit dem Grubigen Milchling verwandt ist.

## Merkmale

### Makroskopische Merkmale
Der Hut ist 5–11 (15) cm breit, jung gewölbt, bald flach ausgebreitet und in der Mitte niedergedrückt, im Alter auch manchmal trichterförmig vertieft. Die Oberfläche ist anfangs fein flaumig behaart, später glatt, trocken etwas klebrig und feucht schleimig. Der in der Regel völlig ungezonte Hut ist blass zitronengelb bis blass ockergelb gefärbt und hat vereinzelte, kleine, gelb-bräunliche Flecken. Der Hutrand bleibt lange Zeit eingerollt, ist gelblich-weiß bis strohgelb gefärbt und schwach haarig-filzig.
Die mittelbreiten und ziemlich eng stehenden Lamellen sind breit am Stiel angewachsen oder laufen leicht daran herab, in Stielnähe sind sie oft gegabelt. Sie sind jung weißlich und später cremegelb gefärbt, auch das Sporenpulver ist cremefarben.
Der zylindrische bis leicht keulige Stiel ist 4–8 cm lang und 1,5–3,5 cm breit, zur Stielbasis hin ist er oft verschmälert. Die trockene Oberfläche ist jung weißlich und später blass gelb und hat meist deutliche oliv-ockerfarbene Grübchen oder Flecken. Der Stiel ist jung voll, wird aber schon bald innen hohl.
Das jung weißliche, ziemlich feste Fleisch riecht angenehm fruchtig und erinnert ein wenig an Zitronenmelisse. Es schmeckt recht mild und wird nach einiger Zeit bitter. Im Anschnitt verfärbt es sich wie auch die anfangs weiße und scharfe Milch rasch schwefelgelb.

### Mikroskopische Merkmale
Die breitelliptischen Sporen sind durchschnittlich 7,8–8,0 µm lang und 6,3–6,5 µm breit. Der Q-Wert (Quotient aus Sporenlänge und -breite) ist 1,1–1,3. Das Ornament wird bis 0,5 µm hoch und besteht aus einzelnen Warzen sowie dünnen Rippen, die mehrheitlich netzartig verbunden sind und oft ein nahezu vollständiges Netz bilden. Der Hilarfleck ist inamyloid.
Die zylindrischen bis keuligen, meist 4-sporigen Basidien sind 30–55 µm lang und 8,5–11 µm breit. Makrozystiden sind selten oder fehlen ganz, am ehesten findet man sie zwischen den Lamellen. Sie sind spindelig bis lanzettlich und 65–120 µm lang und 6–12 µm breit. Die Lamellenschneiden sind überwiegend steril. Dafür findet man unregelmäßig zylindrische bis keulige Parazystiden, die 13–40 µm lang und 5–9 µm breit sind.
Die Huthaut (Pileipellis) ist eine 100–150 µm dicke Ixocutis und besteht aus mehrheitlich parallel liegenden, 2–6 µm breiten Hyphen, dazwischen liegen einzelne Lactiferen.

## Artabgrenzung
Der Löwengelbe Milchling hat einen über die ganze Stiellänge grubig gefleckten Stiel. Sehr ähnlich ist sonst nur noch der Grubige Milchling (Lactarius scrobiculatus), der ebenfalls einen grubig-gefleckten Stiel hat. Sein Hut ist aber deutlich gelber, fleischiger und mehr oder weniger gezont. Mikroskopisch unterscheidet er sich durch die deutlich kleineren Makrozystiden und die kaum netzig ornamentierten Sporen, die kaum geschlossene Maschen aufweisen.

## Ökologie und Verbreitung

Verbreitung des Löwengelben Milchlings in Europa.
Legende:
grün = Länder mit Fundmeldungen
weiß = Länder ohne Nachweise
hellgrau = keine Daten
dunkelgrau = außereuropäische Länder

Der Milchling ist überwiegend in Nordeuropa verbreitet, besonders häufig findet man ihn im östlichen Fennoskandinavien. Er wurde aber auch in Estland und im westlichen Russland, sowie auf der südlichen Alpenseite, in Tirol und in den italienischen Alpen gefunden. Im übrigen West- und Mitteleuropa ist der Milchling sehr selten.
Der Löwengelbe Milchling ist ein Mykorrhizapilz der Fichte. Man findet ihn an feuchten Stellen auf kalkreichen Böden. Die Fruchtkörper erscheinen einzeln bis gesellig von Juli bis Mitte September.

## Systematik
Die Art wurde von Ilkka Kytòvuori 1984 beschrieben, zusammen mit vier weiteren, überwiegend nordeuropäischen Arten aus der Untersektion Scrobiculati. Der Holotyp wurde in Schweden in Ångermanland gesammelt.

### Infragenerische Systematik
Maria Basso und Heilmann-Clausen stellen den Milchling in die Untersektion Scrobiculati, die bei Basso unterhalb der Sektion Piperites steht, von Heilmann-Clausen aber der Sektion Zonarii zugeordnet wird. Die Vertreter der Untersektion haben meist einen schmierigen Hut, dessen Hutrand mehr oder weniger behaart ist. Die scharfe und anfangs weiße Milch verfärbt sich nach einer Weile gelb. Marcel Bon stellt den Milchling in die Sektion Tricholomoidei. Die Vertreter ähneln denen der Sektion Zonarii, haben aber einen wollig-filzigen Hutrand.

## Bedeutung
Der Milchling ist ungenießbar.